# سرله (باغ‌ملک)
سرله (باغ‌ملک)، روستایی از توابع بخش میداود شهرستان باغ‌ملک در استان خوزستان می باشد.
و زادگاه ایل بزرگ کردزنگنه می باشد.

## جمعیت
این روستا در دهستان سرله قرار دارد و براساس سرشماری مرکز آمار ایران در سال ۱۳۸۵، جمعیت آن ۱٬۰۲۷ نفر (۲۲۱خانوار) بوده‌است.